# 디옥시티미딘 일인산
디옥시티미딘 일인산(영어: deoxythymidine monophosphate, dTMP)은 디옥시리보뉴클레오타이드이며, DNA를 구성하는 4가지 단위체 중 하나이다. 디옥시티미딜산 또는 티미딘 일인산 또는 티미딜산이라고도 한다. 디옥시티미딘 일인산은 뉴클레오사이드인 디옥시티미딘과 인산의 에스터이다. 디옥시티미딘 일인산은 핵염기인 디옥시티미딘, 5탄당인 디옥시리보스, 인산으로 구성되어 있다. 다른 디옥시리보뉴클레오타이드와는 달리, 디옥시티미딘 일인산은 종종 이름에서 "디옥시-" 접두사를 붙이지 않을 때도 있다. 《Dorland’s Illustrated Medical Dictionary》는 티미딘에 대한 항목에서 명명법 상의 변화에 대한 설명을 제공한다.
치환기로 사용될 때는 접두사 "디옥시티미딜릴-"로 나타낸다.

## 같이 보기
- 뉴클레오사이드
- 뉴클레오타이드
- DNA
- RNA
- 올리고뉴클레오타이드
- 디옥시티미딘
- 디옥시티미딘 이인산 (dTDP)
- 디옥시티미딘 삼인산 (dTTP)